# Pita Limjaroenrat
Pita Limjaroenrat (tiếng Thái: พิธา ลิ้มเจริญรัตน์, phát âm [pʰí.tʰāː lím.tɕā.rɤ̄ːn.rát]) (sinh ngày 5 tháng 9 năm 1980) là một doanh nhân và chính trị gia Thái Lan, từng giữ vai trò lãnh đạo của Đảng Tương lai hành động Thái Lan, đảng phái kế thừa trên thực tế của Đảng Tương lai mới bị giải thể. Ngày 7 tháng 8 năm 2024, Tòa Hiến pháp Thái Lan ra phán quyết giải tán đảng Tiến lên và cấm các lãnh đạo của đảng này hoạt động chính trường trong 10 năm, trong đó có ông.

## Đầu đời
Pita sinh ngày 5 tháng 9 năm 1980. Anh là con trai cả của Pongsak Limjaroenrat, cựu cố vấn của Bộ trưởng Bộ Nông nghiệp và Hợp tác xã và bà Linda Limjaroenrat. Anh cũng là cháu trai của Padung Limjaroenrat, cựu thư ký của Bộ trưởng Nội vụ và là phụ tá thân cận của Thủ tướng Thaksin Shinawatra.

## Giáo dục
Trước khi được cha gửi đến New Zealand học lúc 11 tuổi, Pita từng tham gia học tập tại một trường tư nổi tiếng, Bangkok Christian College, khi còn nhỏ. Sau thời gian học tập tại nước ngoài, anh trở về Thái Lan và theo đuổi lấy bằng cử nhân tài chính của Khoa Thương mại và Kế toán tại Đại học Thammasat, nơi anh tốt nghiệp năm 2002 với bằng danh dự hạng nhất và nhận được học bổng học tại Đại học Texas ở Austin. Sau đó, anh nhận được học bổng sinh viên quốc tế từ Đại học Harvard, trở thành sinh viên Thái Lan đầu tiên giành được học bổng của trường đại học này. Anh tiếp tục học tiếp và hoàn thành chương trình Thạc sĩ về Chính sách công tại Trường Chính phủ John F. Kennedy và bằng Thạc sĩ Quản trị Kinh doanh tại Trường Quản lý Sloan của Viện Công nghệ Massachusetts.

## Nghề nghiệp kinh doanh
Một năm sau khi vào chương trình thạc sĩ, ở tuổi 25, Pita phải trở về Thái Lan để tiếp quản vị trí giám đốc điều hành của Agrifood, một doanh nghiệp dầu cám gạo do gia đình anh điều hành sau cái chết của cha mình. Công ty lấy lại chỗ đứng của mình hai năm sau đó. Sau đó, Pita trở về Hoa Kỳ để hoàn tất chương trình thạc sĩ vào năm 2011.
Pita cũng từng là giám đốc điều hành của Grab Thái Lan từ năm 2017 đến 2018.

## Sự nghiệp chính trị
Pita ban đầu tham gia chính trường với tư cách là thành viên của Đảng Tương lai mới. Nhận lời mời của lãnh đạo đảng Thanathorn Juangroongruangkit, anh chấp nhận lời đề nghị trở thành ứng cử viên trong cuộc tổng tuyển cử Thái Lan năm 2019 và giành được một ghế trong Hạ viện với tư cách là người đại diện thứ tư cho đảng của anh.
Vào tháng 7 năm 2019, Pita có bài phát biểu tại Hạ viện, nơi anh trình bày về "Lý thuyết năm điểm" kêu gọi chính phủ tập trung vào các chính sách nông nghiệp sau đây: quyền sở hữu đất đai, nợ của nông dân, cần sa, du lịch nông nghiệp và tài nguyên nước. Mặc dù không cùng chung một đảng, bài phát biểu của anh vẫn được Bộ trưởng Nội vụ Anupong Paochinda khen ngợi.
Hai tuần sau khi đảng bị giải tán, Pita được bầu làm lãnh đạo mới của Đảng Move Forward, nơi anh cùng với 54 nghị sĩ khác của đảng bị giải tán trước đó hoạt động với nhau. Pita trở thành lãnh đạo chính thức sau một cuộc bình bầu vào ngày 14 tháng 3 năm 2020.
Pita lãnh đạo đảng Move Forward trong cuộc tổng tuyển cử Thái năm 2023. Vào ngày 15 tháng 5, ông tuyên bố rằng ông đã sẵn sàng trở thành thủ tướng sau khi đảng của ông nhận được nhiều phiếu bầu nhất, và mời Đảng Pheu Thái và một số đảng nhỏ hơn thành lập một chính phủ liên minh.

## Đời tư
Năm 2008, Pita được vinh danh trong danh sách 50 Most Eligible Bachelors của tạp chí CLEO Thái Lan.
Pita sau đó kết hôn với nữ diễn viên Chutima Teepanart vào ngày 12 tháng 12 năm 2012 nhưng hai người đã ly hôn vào tháng 3 năm 2019. Họ có một cô con gái tên Pipim.